# Australian Institute of Aboriginal and Torres Strait Islander Studies

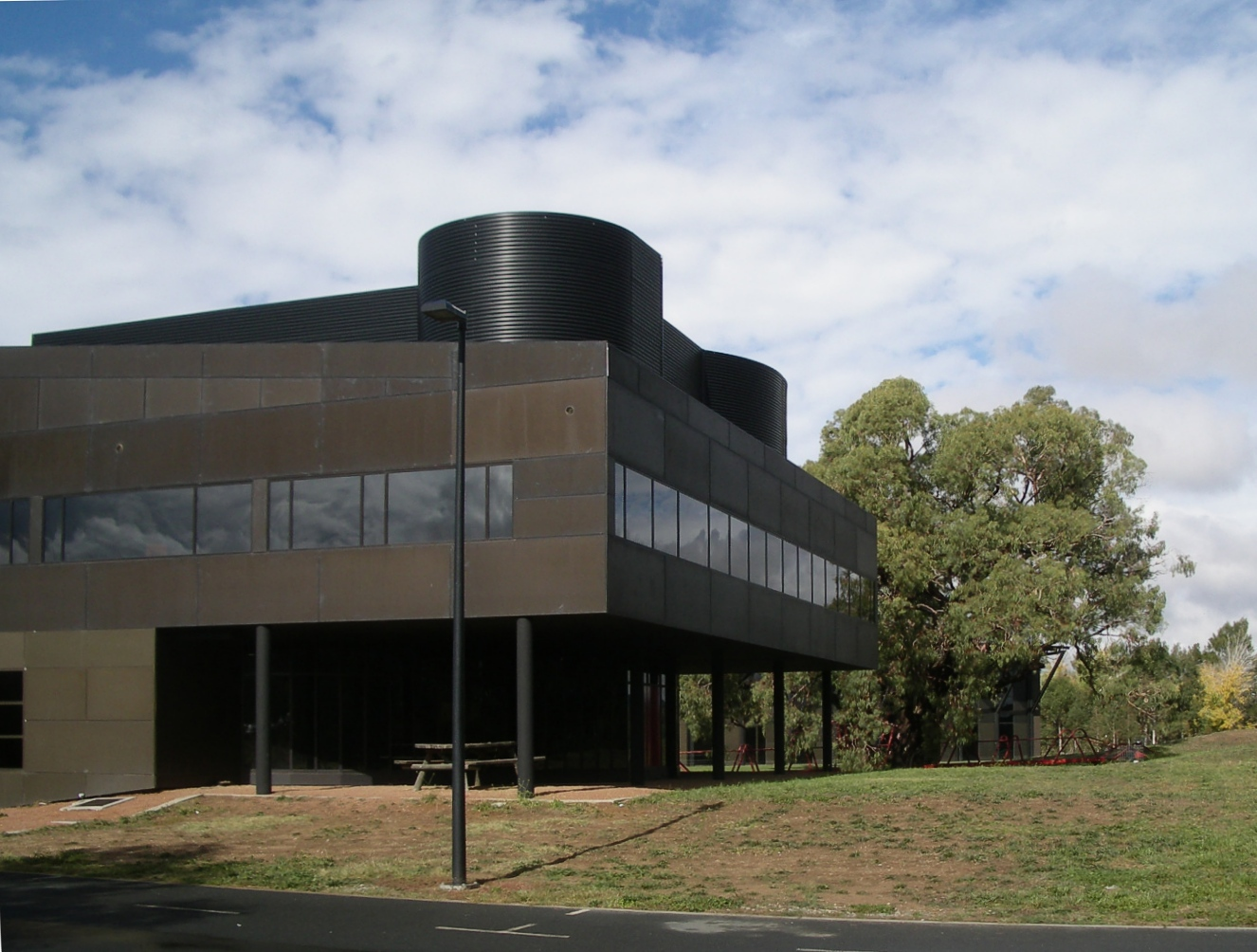
AIATSIS:s västra flygel.

Australian Institute of Aboriginal and Torres Strait Islander Studies, förkortat AIATSIS (svenska: Australiska forskningsinstitutet för aboriginer och torressundöbor) är en oberoende statlig myndighet inom regeringsdepartementet för innovation, industri, vetenskap och forskning (engelska: Department of Innovation, Industry, Science and Research, DIISR). Den är den viktigaste australiska institutionen för information om aboriginer och torressundöbor och deras kulturer och levnadssätt. Institutionen ligger på Acton-halvön i Canberra.